# Stichopogon muticus
Stichopogon muticus är en tvåvingeart som beskrevs av Mario Bezzi 1910. Stichopogon muticus ingår i släktet Stichopogon och familjen rovflugor. Inga underarter finns listade i Catalogue of Life.